# Xanthorhoe malleola
Xanthorhoe malleola är en fjärilsart som beskrevs av Inoue 1955. Xanthorhoe malleola ingår i släktet Xanthorhoe och familjen mätare. Inga underarter finns listade i Catalogue of Life.